# Coronuloidea
Coronuloidea zijn een superfamilie van mariene kreeftachtigen.

## Soorten
De volgende families zijn bij de superfamilie ingedeeld:
- Chelonibiidae Pilsbry, 1916
- Coronulidae Leach, 1817
- Platylepadidae Newman & Ross, 1976